# Иванов, Дмитрий Сергеевич (генерал)
Дмитрий Сергеевич Иванов (1 сентября 1901 — 17 июня 1961) — советский военный инженер и педагог, кандидат военных наук (1941), генерал-майор инженерных войск (1943). Начальник Ленинградского военно-инженерного ордена Ленина Краснознамённого училища имени А. А. Жданова (1943—1946).

## Биография
Родился 24 мая 1901 года в Кронштадте, Петербургской губернии.
С 1917 года добровольно вступил в Красную гвардию. С 1918 года призван в ряды РККА, служил красноармейцем в 1-м Петроградском полку, в составе которого участвовал в Первой советско-финской войне, а с 1919 года в Советско-польской войне. С 1919 по 1920 год обучался на Первых Петроградских инженерных командных курсах РККА. С 1920 по 1921 год служил в составе 48-й стрелковой дивизией в должностях командира сапёрного взвода и заместителем командира сапёрной роты. С 1921 года участник Гражданской войны в составе 17-й стрелковой дивизии в должностях командира взвода 6-го понтонного батальона и помощника дивизионного инженера, за проявленный героизм в боях был награждён Орденом Красного Знамени РСФСР.
С 1921 по 1922 год обучался на Окружных курсах усовершенствования командного состава Западно-Сибирского военного округа.
С 1924 по 1927 год обучался на основном факультете Военной академии имени М. В. Фрунзе. С 1927 по 1932 год на педагогической работе в Ленинградской объединённой Краснознамённой военно-инженерной школе в качестве преподавателя  КУКС. с 1932 по 1936 и с 1938 по 1941 год на педагогической работе в Военно-инженерной академии в должностях преподавателя и старшего преподавателя тактики, с 1938 по 1941 год — начальник кафедры инженерного обеспечения боя и операции. В 1941 году защитил диссертацию на соискание учёной степени кандидат военных наук, был учеником профессора Д. М. Карбышева. 
С 1936 по 1938 год — помощник командира 243-го стрелкового полка по учебно-строевой части и командир 242-го стрелкового полка в составе войск Белорусского особого военного округа. С 1939 года был участником Советско-финляндской войны в качестве представителя от Военно-инженерной академии. С 1941 года участник Великой Отечественной войны в составе войск Брянского фронта в должностях начальника штаба 299-й стрелковой дивизии, с 1941 по 1943 год — начальник 3 отдела Укреплённого района этого фронта, участник Ельницкой операции и Московской битвы. 18 мая 1943 года Постановлением СМ СССР Д. С. Иванову было присвоено воинское звание генерал-майор инженерных войск. С 1943 по 1946 год — начальник Ленинградского военно-инженерного ордена Ленина Краснознамённого училища имени А. А. Жданова. В 1946 году — заместитель начальника Управления боевой подготовки Инженерных войск Красной армии по высшим учебным заведениям. С 1946 по 1947 год — заместитель начальника кафедры тактики инженерных войск Военно-инженерной Краснознамённой академии имени В. В. Куйбышева. С 1947 по 1955 год — начальник кафедры военных дисциплин Военного дважды Краснознамённого института физической культуры и спорта имени В. И. Ленина.
С 1955 года в запасе.
Скончался 7 января 1968 года в Москве, похоронен на Химкинском кладбище.

## Награды
- Орден Ленина (21.02.1945)
- Орден Красного Знамени РСФСР (1921, Приказ РВСР №46)[1]
- два ордена Красного Знамени (03.11.1944, 20.06.1949)
- два ордена Красной Звезды (22.02.1942, 31.03.1943)
- Медаль «За оборону Москвы» (01.05.1944)
- Медаль «За взятие Берлина» (09.06.1945)
- Медаль «За победу над Германией в Великой Отечественной войне 1941—1945 гг.» (09.05.1945)[6]